# Comtat de Saarwerden
El comtat de Saarwerden (Sarrewerden) o de Nassau-Saarwerden fou un jurisdicció feudal del Sacre Imperi Romanogermànic fins a la seva annexió a França el 1793, al departament del Baix Rin (regió d'Alsàcia).

## Fundació i successions dinàstiques
Un castell fortalesa va ser edificat a Sarrewerden pel primer comte conegut, Frederic, a la primera meitat del segle XII; hauria ocupat el lloc d'un bany romà.
El 1397, a la mort de l'últim comte de Sarrewerden, el comtat va passar a un nebot, comte de Moers. Després va passar a la casa de Nassau, que hi va introduir la reforma protestant.

## Lluites i repartiments durant els temps moderns
Obert a les diferents confessions reformades, el comtat va acollir a partir de 1557 refugiats fugint de les persecucions religioses de l'antic règim de França i el ducat de Lorena. Set pobles van ser coneguts des de llavors com pobles welsches (romans): Altwiller, Burbach, Diedendorf, Eywiller, Goerlingen, Kirrberg i Rauwiller, repoblats per francesos o lorenesos, de llengua romança i de confessió calvinista, mentre que la resta del comtat era germanòfona i luterana de la confessió d'Augsburg.
De resultes d'un conflicte amb els ducs de lorraine, els Nassau van haver d'abandonar el 1629 les ciutats de Bouquenom (Bockenheim) i Sarrewerden. Van crear llavors al Sarre, enfront de Bouquenom, una nova ciutat designada com Neu-Saarwerden.
El comtat va haver de sofrir de les ambicions de l'antic règim de França a la seva frontera oriental, i el castell de Sarrewerden va ser destruït el 1671 durant la Guerra dels Trenta Anys; de les set torres del recinte del castell no en subsisteixen més que quatre més o menys ben conservades.
Es va quedar tanmateix, com altres territoris a la regió, sota l'autoritat del Sacre Imperi Romanogermànic, encara que inserit a França després de les conquestes de Lluís XIV a Alsàcia i l'adquisició definitiva de la Lorena per França el 1766.
El comtat va ser partit en tres zones diferents:
- Bouquenom va passar a França el 1766 amb les possessions del ducat de Lorena.
- Una part al nord pertanyia als prínceps de Nassau-Weilburg
- La resta de l'antic territori pertanyia als prínceps de Nassau-Sarrebruck.

Catòlics i protestants hi vivien en bona entesa, mentre que els territoris lorenesos propers eren majoritàriament catòlics.

## La integració a França
A la Revolució, el comtat, enclavament estranger al territori nacional, plantejava el problema anomenats dels prínceps amb possessions (a Alsàcia). Sensibles a l'emancipació republicana, els habitants del comtat van proclamar una República de Sarrewerden, i van demanar l'annexió a França. La Convenció nacional els la va atorgar el 1793, integrant el territori al districte de Bitche al departament del Mosel·la.
Però els protestants van trobar aquesta situació incòmoda, i van obtenir llavors la transferència de l'antic comtat de Sarrewerden al Baix Rin, més acostumat a la cohabitació entre les dues confessions. Bitche va formar llavors un enclavament loremes al territori del Baix Rin.

## Llista de comtes

### Casa de Saarwerden
- vers 1112 Frederic I
- vers 1132 Folmar I
- vers 1166 Lluís
- vers 1213 Ludwig III (?)
- vers 1240 Enric II
- vers 1280 Joan
- vers 1317 Frederic II
- vers 1340 Joan II (l'únic fill viu, Frederic III havia entrar a l'estat eclesiàstic i va llegar el comtat a la seva filla 
  - Walpurga, casada el 1376 amb Frederic de Moers (Frederic IV)

### Haus Moers-Saarwerden
- vers 1376 Frederic IV
- vers 1385 Frederic V
- vers 1400 Joan III
- vers 1432 Jaume
- 1479 - 1527 Joan IV, sense hereus mascles passa a la seva filla
- Caterina, el 1507 es va casar amb Joan Lluís I de Nassau-Saarbrücken

### Casa de Nassau-Saarbrücken
- 1527 - 1545 Joan Lluis I
- 1545 - 1556 Joan III, el cedeix al seu germà petit
- 1556 - 1559 Adolf, sens fills, retorna a la branca sènior
- 1559 - 1574 Joan III, sense fills, Saarbrücken i Saarwerden passen a Nassau-Saarbrücken-Weilburg

Vegeu. Casa de Nassau.